# Szinkrondramaturg
A szinkrondramaturg a film dialógusainak fordítója. Jó esetben: műfordító.
A szinkrondramaturg a film más országban történő forgalmazása során az adott nyelvi szinkron szövegkönyvét készíti el.
Ez a szövegkönyv nem csupán a dialógusok fordítását, hanem különböző instrukciókat is tartalmaz, valamint a szinkrondramaturg feladata megírni az ún. „tömegjelenetekhez” a színészek improvizálásához kiindulásul szolgáló szöveget.